# Procycloneura paranensis
Procycloneura paranensis är en tvåvingeart som beskrevs av Edwards 1932. Procycloneura paranensis ingår i släktet Procycloneura och familjen svampmyggor. Inga underarter finns listade i Catalogue of Life.